# Gare de Nagiso
La gare de Nagiso (南木曽駅, Nagiso-eki) est une gare ferroviaire située dans le bourg de Nagiso (district de Kiso), dans la préfecture de Nagano au Japon. Elle est exploitée par la Central Japan Railway Company (JR Central).

## Situation ferroviaire
La gare de Nagiso est située au point kilométrique (PK) 298,0 de la ligne principale Chūō.

## Histoire
La gare a été inaugurée le 15 juillet 1909 sous le nom de gare de Midono. Elle prend son nom actuel en 1968.

## Service des voyageurs

### Accueil
La gare dispose d'un bâtiment voyageurs, avec guichets, ouvert tous les jours.

### Desserte
- Ligne principale Chūō :
  - voies 1 et 2 : direction Shiojiri (interconnexion avec la ligne Shinonoi pour Matsumoto et Nagano)
  - voies 2 et 3 : direction Nakatsugawa et Nagoya